# Цирк (фильм, 1928)
«Цирк» (англ. The Circus) — немой художественный фильм Чарльза Чаплина, снятый в 1928 году и использующий образ «Маленького Бродяжки».
Изначально фильм был представлен сразу в четырёх номинациях на кинопремию «Оскар»: за лучшую режиссуру комедийного фильма, лучшую мужскую роль, лучший литературный первоисточник и в целом, как лучший фильм. Однако киноакадемики сняли фильм со всех номинаций, а самому актёру и режиссёру вручили специальную почетную награду с формулировкой «За многогранность и гениальность в актёрском, сценарном, режиссёрском и продюсерском мастерстве, проявившиеся в фильме „Цирк“» (англ. For versatility and genius in acting, writing, directing and producing The Circus).

## Сюжет
В город приехал цирк, которым руководит достаточно жёсткий человек: свою дочь Мирну он морит голодом за каждую провинность, а с клоунами обращается как с рабами. Среди интересующихся выступлением оказывается и Бродяга, который тут же попадает в переделку: рядом с ним карманник крадёт кошелёк у прохожего, но, испугавшись полицейских, кладёт его в карман Бродяге. Позже карманник пытается вернуть деньги, но его арестовывает полицейский и вручает бумажник Бродяге, считая, что это его. Внезапно карманник вырывается и начинает погоню за Бродягой, в которую постепенно втягиваются хозяин кошелька и полиция. Преследование заканчивается прямо в цирке, куда Бродяга забежал в надежде скрыться. Публике так понравился «смешной человечек» (как он был ею прозван), что она не желает смотреть ничего другого, в результате чего владелец цирка вынужден взять Бродягу на работу. С этого момента его дела резко пошли в гору, а у самого Бродяги завязываются дружеские отношения с дочерью владельца.
Однажды Мирна попадает к гадалке, и та предсказывает ей любовь и свадьбу с молодым черноволосым красавцем. Бродяга думает, что речь идёт про него, но на самом деле этим человеком оказывается Рекс, новичок в стане циркачей, чей номер — ходьба по канату. Между ним и Мирной вспыхивает любовь с первого взгляда, что сильно задевает Бродягу, и из-за переживаний он начинает плохо выступать. Однажды Рекс по какой-то причине не вышел на арену, и Бродяга вынужден его заменить. Чтобы подстраховаться, он платит работнику цирка пять долларов, за то, чтобы он обвязал его тросом. Благодаря этому Бродяга выделывает фантастические трюки на канате, но внезапно трос отвязывается, и его жизни угрожает реальная опасность, к тому же на него нападают сбежавшие обезьяны. Впрочем, ему удаётся добраться до конца каната и пересесть на велосипед, на котором он с бешеной скоростью вылетает из цирка и попадает в табачную лавку.
Вернувшись в цирк, Бродяга становится свидетелем очередной ссоры Мирны с отцом. Это становится последней каплей, и он нападает на владельца, в результате чего лишается работы. Той же ночью Бродяга узнаёт, что Мирна тоже покинула цирк. Она просит Бродягу взять её с собой, но он отказывается, однако помогает ей стать счастливой: тайком проникает в цирк, зовёт Рекса и устраивает ему свидание с Мирной, в результате чего утром они женятся.
Цирк уезжает вместе с молодожёнами, Бродяга отказывается ехать с ними и остаётся совершенно один.

## В ролях
- Чарли Чаплин — Бродяга
- Аллан Гарсия — владелец цирка
- Мирна Кеннеди — Мирна, дочь владельца
- Гарри Крокер[англ.] — Рекс, канатоходец
- Джордж Дэвис[англ.] — фокусник
- Генри Бергман — старый клоун
- Альберт Остин — клоун
- Тайни Сэндфорд — шеф-реквизитор
- Джон Рэнд — рабочий
- Стив Мерфи[фр.] — карманник
- Хейни Конклин — клоун (в титрах не указан)

## Производство
Чаплину на самом деле пришлось освоить мастерство эквилибристики. Он прошёлся по канату, закрепленному на высоте 12 метров. Этому предшествовало несколько недель тренировок.
Сцена с мартышками была незапланированной: во время съёмок животные действительно удрали и набросились на актёра. Но Чарли Чаплин не растерялся и приказал съёмочной группе не выключать камер.
Городская легенда
29 октября 2010 года североирландский независимый режиссёр Джордж Кларк, просматривая DVD с фильмом, заметил на кадрах, отснятых во время лос-анджелесской премьеры картины, вошедших в дополнительные материалы, подозрительную женщину, держащую предмет, издали напоминающий мобильный телефон, и выложил этот фрагмент на YouTube, утверждая, что единственное объяснение, которое приходит ему в голову, это то, что женщина является путешественником во времени. Она получила название «Чаплинский путешественник во времени» (англ. Chaplin's time traveler). В то же время некоторыми критиками данный факт был подвергнут сомнениям: так, например, женщина могла использовать слуховой аппарат фирмы Siemens, выпускающийся с 1924 года, просто прикрывать лицо перчатками, чтобы не попасть в кадр и так далее. Ими также было отмечено, что разговор по мобильному телефону требует наличия сотовой связи, которой в 1928 году быть не могло. Некоторые скептики также высказали мысль, что эти кадры могут быть фотомонтажом для увеличения продаж фильма, так как незадолго до этого был выпущен DVD с фильмом. Этот момент получил широкую огласку в СМИ, делая акцент на анахроничности этого факта.